# La Vanguardia (Uruguay)
La Vanguardia fue una publicación periódica quincenal de la colectividad afrouruguaya fundada en Montevideo por Salvador Betervide e Isabelino José Gares. Contó con 29 publicaciones entre el 15 de enero de 1928 y el 15 de marzo de 1929, cuando dejó de editarse por falta de fondos.
Su subtítulo descriptor fue «órgano defensor de los intereses de la raza negra», posicionándose como un medio de comunicación comprometido con la defensa de los derechos de los afrodescendientes. Sus editoriales incluían artículos de opinión, ensayos, noticias y reseñas culturales, destacando las contribuciones de la comunidad negra al desarrollo de Uruguay. También se ocupaba de temas internacionales, informando sobre la situación de las comunidades afrodescendientes en otros países y conectando así las luchas locales con un movimiento más amplio. Este enfoque de resistencia lo distinguió de otras publicaciones de la prensa negra, que generalmente mantenían un perfil más moderado.
Entre sus colaboradores se destacaron Carlos Cardozo Ferreira, Julián Acosta, Cecilio Díaz, Ildefonso Pereda Valdés y Vito Pereyra Pérez.

## Historia

### Contexto
La fundación de La Vanguardia en 1928 debe entenderse en el marco de un Uruguay que, aunque vivía un proceso de modernización y reforma bajo el liderazgo de José Batlle y Ordóñez y su legado reformista, todavía mantenía profundas desigualdades sociales y raciales. La comunidad afrouruguaya, que había tenido un papel importante en la historia del país desde los tiempos coloniales y en las guerras de independencia, enfrentaba exclusión sistemática y discriminación en muchos aspectos de la vida cotidiana.
En ese tiempo, los afrodescendientes representaban una minoría significativa en Montevideo y otras regiones del país, pero se encontraban marginados de las principales estructuras de poder, tanto políticas como económicas. Las oportunidades de educación y empleo para la comunidad eran limitadas, y los prejuicios raciales prevalecían ampliamente en la sociedad.
El período de entreguerras marcó un cambio significativo en la percepción global sobre las poblaciones africanas y afrodescendientes. Según señala el historiador Reid Andrews, los años 20s y 30s marcaron el surgimiento del "nuevo negro", un concepto que simbolizaba nuevas prácticas políticas, culturales y una renovada conciencia de la negritud del cual también fue testigo Uruguay.
Durante las primeras décadas del siglo XX, surgieron en Uruguay varios movimientos sociales y culturales que buscaban abordar las desigualdades raciales y dar voz a los afrodescendientes. Hubo un aumento en la organización de clubes sociales, sociedades de resistencia y mutuales dentro de la comunidad afrouruguaya, que buscaban mejorar las condiciones de vida de sus integrantes a través de la ayuda mutua y la promoción cultural.
En este contexto, desde finales del siglo XIX y a lo largo del siglo XX, diversos grupos del sector letrado afrouruguayo encontraron en la palabra impresa una herramienta poderosa para expresar sus inquietudes, difundir sus ideas y luchar por sus derechos. La prensa escrita se convirtió en un medio vital para alcanzar sus objetivos políticos y sociales, lo que llevó a la creación de una numerosa cantidad de publicaciones periódicas propias, la mayoría de las cuales tuvieron una vida breve y enfrentaron serias dificultades económicas y de sostenibilidad.

### Fundación
La Vanguardia surgió como una iniciativa de Salvador Betervide, destacado abogado y activista, junto con el escritor Isabelino José Gares. Ambos buscaban dar voz a la comunidad afrouruguaya y crear un espacio de debate y reflexión sobre los temas que les concernían, en un contexto de discriminación y exclusión racial prevalente en la sociedad uruguaya de la época. Además, Betervide utilizó el periódico como plataforma para introducir sus ideas socialistas e internacionalistas en el colectivo, abogando por la creación de un partido político que defendiera sus intereses.

### Disolución y legado
El interés de sus directores por organizar a los afrouruguayos en la lucha por sus derechos fue motivo de divisiones internas dentro de la comunidad y diferencias entre los propios colaboradores del periódico, generando tensiones que llevaron a la salida de algunos de ellos en más de una ocasión.
Debido a las dificultades financieras características de la prensa afrouruguaya, La Vanguardia dejó de publicarse en marzo de 1929. La crisis económica derivada de la Gran Depresión, impidió la aparición de algún medio que reemplazara a La Vanguardia. En 1933 comenzó una nueva etapa de Nuestra Raza, una publicación de características similares relanzada por sus fundadores iniciales con el apoyo de Betervide.

## Contenido
La Vanguardia se estructuraba en cuatro páginas con una organización temática claramente definida. Las primeras dos páginas solían contener notas editoriales y opiniones firmadas por los directores, que frecuentemente abordaban asuntos políticos relacionados con los afrodescendientes, tanto en Uruguay como en el extranjero. La tercera página estaba enteramente dedicada a notas sociales, cubriendo eventos importantes dentro de la comunidad afrouruguaya, como bailes, reuniones y otros acontecimientos. La cuarta página del periódico correspondía a la sección literaria, que completaba cada número con contenido relacionado con la literatura.
El periódico se ocupó de denunciar establecimientos como cines, barberías y restaurantes que prohibían la entrada a personas negras, así como propietarios que se negaban a alquilarles casas o apartamentos y empresas que no los contrataban debido al color de su piel. Además, se dedicó a documentar los casos de instituciones estatales que se negaban a ascender a sus empleados negros, quienes solían estar concentrados en los niveles más bajos.
En contraste con otros periódicos afrouruguayos de su época, La Vanguardia también prestaba mucha atención a las noticias internacionales. En su segundo número, condenó la ocupación de Nicaragua y otros países del Caribe por parte de Estados Unidos. El 15 de mayo de 1928, celebró los cuarenta años de la abolición de la esclavitud en Brasil (1888). Dos meses después, Isabelino Gares publicó un artículo analizando los resultados del Pacto Kellogg-Briand y expresando su preocupación ante un posible conflicto global. En noviembre, La Vanguardia celebró la elección de Oscar De Priest como el primer diputado negro del siglo en Estados Unidos y, hacia finales de 1928, publicó un artículo lamentando el estallido de la Guerra del Chaco entre Bolivia y Paraguay.

## Contribución cultural
La Vanguardia contaba con una sección literaria que dedicaba una página fija a la literatura, incluyendo textos de escritores afrodescendientes como Isabelino José Gares y Carlos Cardozo Ferreira. Sin embargo, la mayoría de los textos publicados correspondían a autores consagrados como Delmira Agustini, Rubén Darío, Guy de Maupassant, Julio Herrera y Reissig, Florencio Sánchez y Amado Nervo.
Esta sección, junto con otros contenidos culturales del periódico, como las crónicas de veladas artísticas, demostraban la importancia dada a la formación cultural de los lectores por parte de los directores del periódico. Estos espacios también sirvieron para promover la idea de una posible literatura afrouruguaya.